# Segesser I og II skindmalerierne
Segesser I og II skindmalerierne er to flere meter lange og over en meter høje gengivelser af kampe mod indfødte folk i Nyspanien, Nordamerika, skabt før 1758.
Segesser I viser et angreb på en tipi-lejr udført af indianske hjælpetropper tilknyttet Nyspaniens hær.
Segesser II skildrer den spanske Villasur-ekspeditions nederlag til pawneer, otoer og hvide geværskytter i Nebraska i 1720. Det aflange maleri er den tidligst kendte skildring af en historisk begivenhed i Nebraska.:1  Med dets størrelse og store detaljerigdom føjer maleriet sig til en række andre berømte billeder af spansk kolonial-historie i Nordamerika.:106 
Begge skindmalerier findes i Palace of the Governors i Santa Fe, New Mexico.:104 

## Titlerne
Segesser skindmalerierne er to af tre malerier:106  erhvervet af fader Philipp von Segesser von Brunegg (1689-1762),:97  der virkede som schweizisk jesuit missionær i Sonora, Mexico. Hvordan skindmalerierne blev hans er uvist, men fire år før sin død sendte han dem med skib fra Vera Cruz, Nyspanien, til Cadiz i Spanien.:106  Derfra kom de videre til hans bror i Schweiz. To malerier forblev i familien Segessers eje de næste 200 år.:96  De benævnes Segesser I og II.
”Segesser III” er ikke fundet, hvis det stadig eksisterer.:104 

## Segesser I
Segesser I på 4,05 x 1,35 meter viste oprindeligt beredne, indianske hjælpetropper bevæbnet med spanske våben
som sværd og lanser true eller angribe en tipilejr med skjoldbærende fodkrigere udstyret med buer og pile.:103  Maleriet viser muligvis Juan de Uribarris overbevisende trussel om at angribe apacherne ved El Cuartelejo i 1706, hvis ikke de frigav 62 puebloer fra Picuris Pueblo i New Mexico. Der ses f.eks. hverken flyvende pile i luften eller livløse folk på jorden på maleriet i skarp modsætning til de voldsomme scener gengivet på Segesser II.:303 
Ligesom Segesser II er det malet på tilskårne, rektangulære stykker bison- eller hjorteskind, der er samlet med lodrette syninger af senetråd.:103  De anvendte farver er naturfarver, der er falmet i tidens løb.:101 
Det pladskrævende billede fik små og større partier skåret væk for at få det til at passe til størrelsen af en tom væg med en dør.:104  Endestykket med tipilejren blev fjernet og givet til en schweizisk kunstner i 1890, der solgte det videre senest i 1908. I 1960 ejede en navngivet arkitekt disse ca. 75 cm af maleriet.:105 

## Segesser II
Segesser II er en 5,1 x 1,35 meter stor slagscene af den spanske Villasur-ekspeditions nederlag til indfødte amerikanere i Nebraska i 1720.:105  Muligvis har kunstneren på den ene eller anden måde malet scenen ud fra øjenvidne-beskrivelser.:103  Vice-guvernør og hærleder Pedro de Villasur er malet liggende på jorden i sin uniform og med blod ud af munden. Ved hans side står officer José Domínguez.:105  Feltpræsten Juan Mínguez, ramt at to pile, løber lige bag hopi indianeren Joseph Naranjo med sin dragt løftet op, mens han holder et krucifiks i hånden.:100  Detaljer som kors-formede stigbøjler anvendt af spansk rytteri i 1720:104  og soldaternes flade, bredskyggede hatte er gengivet rigtigt af kunstneren.:105 
Det yderste højre stykke af maleriet med en indfødt, spansk-allieret hestevogter ved ekspeditionens ridedyr mangler, men det ses på et fotografi fra 1976.:105 
En kopi af Segesser II på koskind malet af Curt Peacock for Nebraska State Historical Society ejer al den farvepragt, originalen sandsynligvis havde som nymalet.:1 

## Kunstnerne
Kunstneren eller kunstnerne er ukendte. Malerierne kan være udført af udlærte, spanske kunstnere i New Mexico:103  eller måske af indfødte kunstnere vejledt af spanske præster.:106  Brede, malede borter indrammer selve motiverne, så Segesser I og II skulle tydeligvis imødekomme europæiske krav til pryd på væggene.:103 

## Bestillingsarbejder?
Nogle anser malerierne for at have været store illustrationer, der hørte til skrevne beretninger om vigtige, spanske slag. Segesser I og II kan være blevet skabt på bestilling fra forskellige embedsmænd til udsmykning af offentlige lokaler:106  eller måske af velhavende militærfolk til dekoration af en væg i deres private hjem.:103 

## Fra Schweiz tilbage til New Mexico
Eksistensen af Segesser I og II kom til Gottfreid Hotzs kendskab i 1945. Da var han kurator ved North American Indian Museum i Zurich. Under sit arbejde med at knytte maleriernes motiver til historiske begivenheder i Nyspanien og forske i værkernes oprindelse og vej til Schweiz, vækkede han Museum of New Mexicos og andres interesse for dem.
Hotz publicerede sine konklusioner i ”Indianische Fellmalerien Aus Schweizer Privatbesitz” i 1958.:102  Tolv år senere udkom bogen i USA med titlen ”Indian Skin Paintings from the American Southwest: Two Representatives of Border Conflicts between Mexico and the Missouri in the Early Eighteenth Century”.:103 
Dr. André von Segesser i Schweiz ejede skindmalerierne i 1984 og viste forståelse for, at Palace of the Governors i Santa Fe udtrykte ønske om at købe dem. Efter at have forvisset sig om, at de historiske skindmalerier kunne klare en transport, nåede de frem til New Mexicos hovedstad den 11. marts 1986.:104  Staten havde malerierne til låns, indtil den sidste betaling til Dr. Segesser faldt i oktober 1988, og de var New Mexicos ejendom.:106 